# Haus Goldener Schwan (Hamburg)

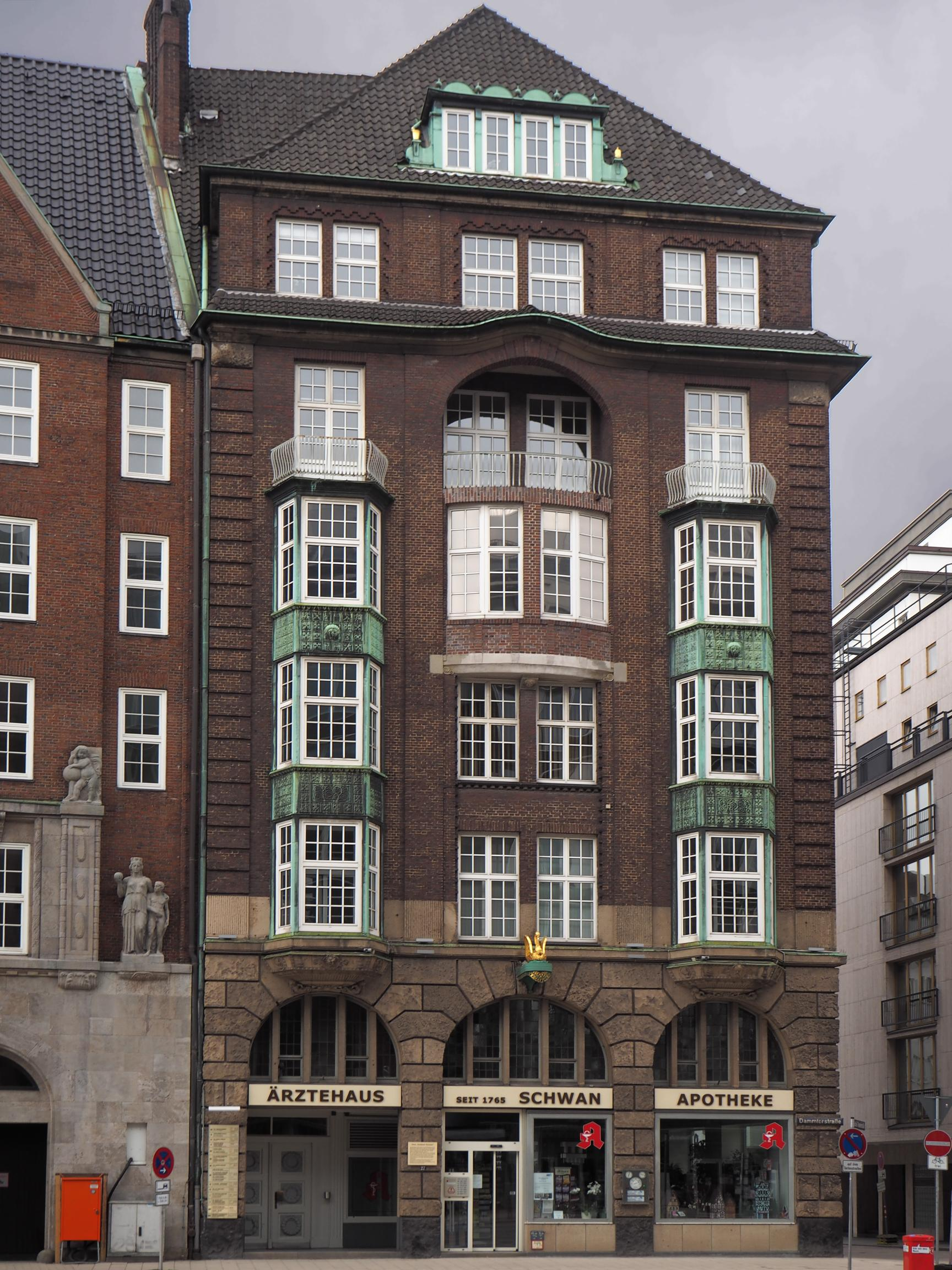
Haus Goldener Schwan
Dammtorstraße 27

Das Haus Goldener Schwan ist ein historisches Gebäude in Hamburg-Neustadt. Es liegt an der Ecke Dammtorstraße/Große Theaterstraße und beherbergt im Erdgeschoss die Schwan-Apotheke. Das Gebäude ist als Kulturdenkmal mit der Objekt-ID 29177 ausgewiesen.

## Baugeschichte
- Vorgeschichte der Apotheke

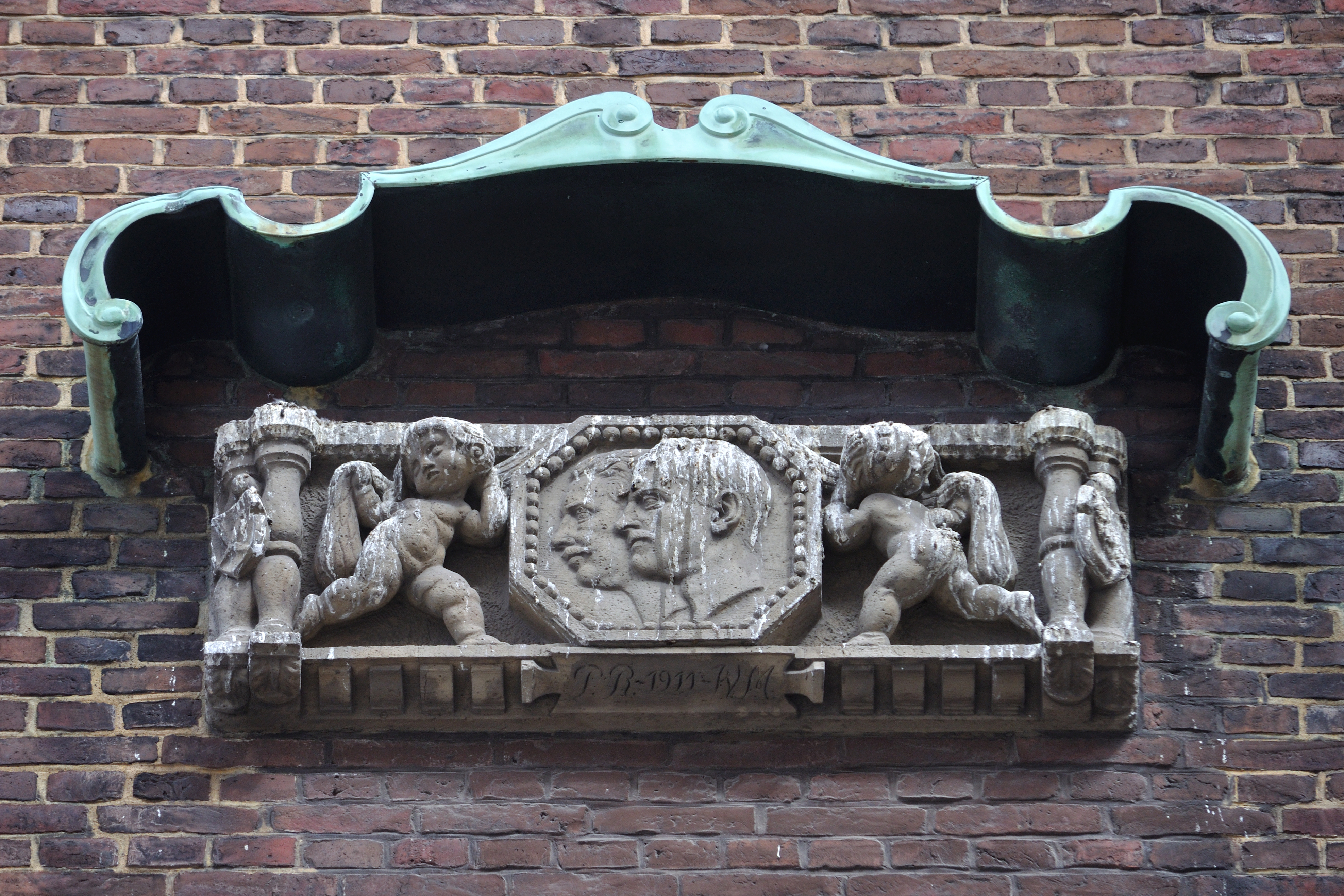
Die Apotheker Runge (links) und Mielck (rechts) sind auf einem Relief an der Fassade zur Großen Theaterstraße dargestellt.

  - Im Jahr 1765 gründete CH. G. Bergmann in der Mattentwiete eine Apotheke. Das Geschäft wurde 1842 von J.H.F.W. Mielck übernommen, in die Dammtorstraße verlegt und erhielt den Namen Schwan-Apotheke. Die Apotheke war damals in einem Vorgängerbau des heutigen Gebäudes untergebracht, das 1911 dem Neubau weichen musste.
- Haus Goldener Schwan
  - Das Haus Goldener Schwan wurde von 1911 bis 1912 nach Plänen der Architekten Jacob & Ameis errichtet, die auch die Ausgestaltung der Apotheke im Erdgeschoss übernahmen. Die Baupläne waren mit Fritz Schumacher abgestimmt, der den benachbarten Bau der Oberschulbehörde entworfen hatte.
  - Bauherren waren die damaligen Inhaber der Schwan-Apotheke Wilhelm Albrecht Mielck und Paul Runge. Das Haus enthielt neben den Räumen für die Apotheke mehrere Geschäftsräume, die fast ausschließlich an Ärzte vermietet wurden.[2]
  - Die gesamten Baukosten einschließlich der Apothekeneinrichtung betrugen 315.000 Reichsmark, das sind 30 Mark pro Kubikmeter umbauten Raumes.[2]

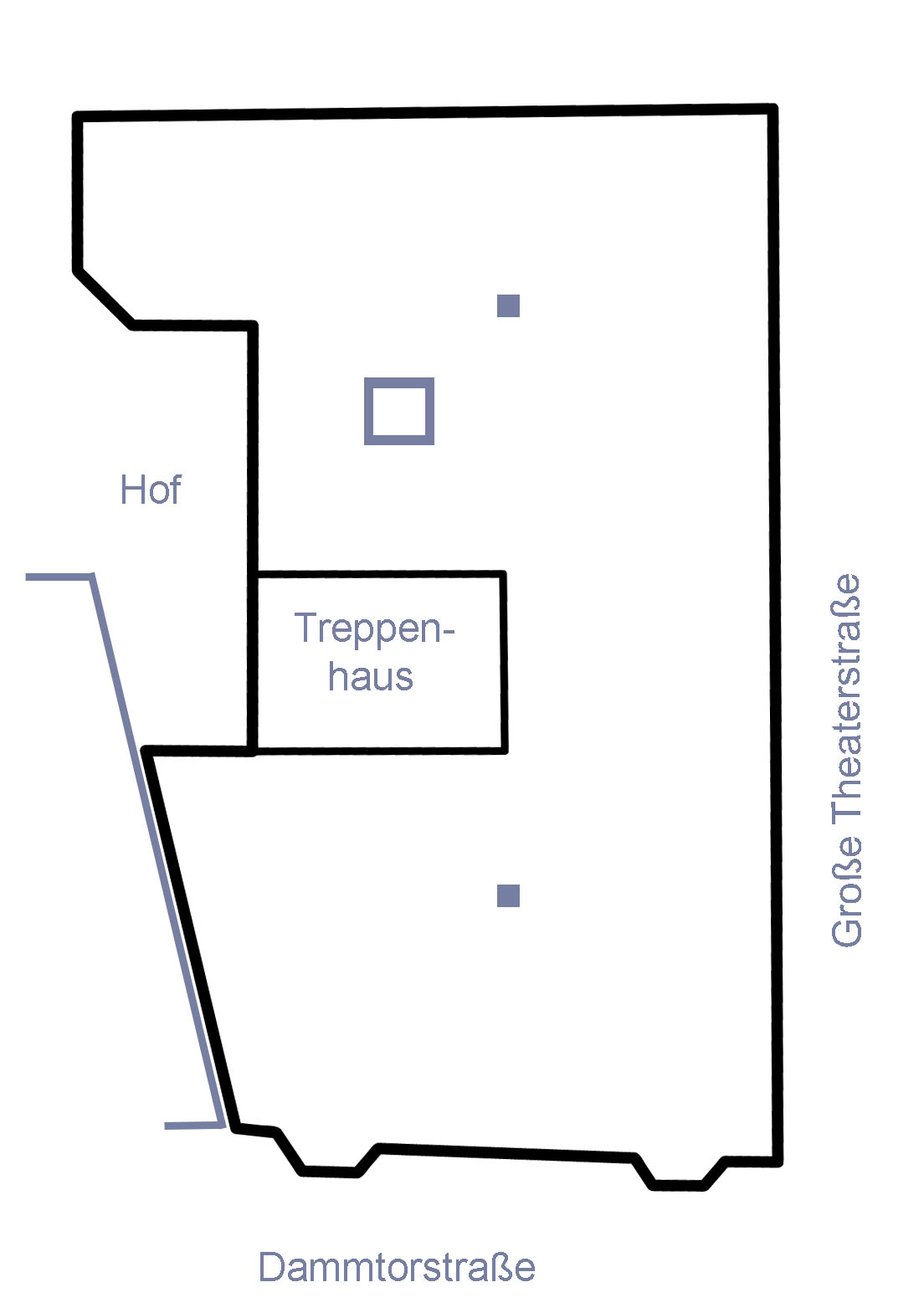
Skizze vom ursprünglichen Grundriss eines Obergeschosses
keine tragenden Innenwände

## Äußerer Bau
Es handelt sich im um einen schmalen Baukörper mit Walmdach, der sich am Heimatstil orientierte. Das Mauerwerk ist hauptsächlich in Backstein ausgeführt. Dabei kamen Bockhorner Handstrichsteine zur Anwendung. Die Gesimse und die Quaderung im Erdgeschoss bestehen aus Ettringer Tuffstein. Hier zeigt sich die Abstimmung mit dem Nachbarhaus, ebenfalls ein Backsteingebäude mit einem Erdgeschoss aus Naturstein. Allerdings ist die Erdgeschosshöhe der beiden Häuser unterschiedlich.
Die Fassade ist symmetrisch ausgeführt. Über der Arkade mit drei Bögen im Erdgeschoss folgen vier Hauptgeschosse. Ein vordachartiges Gesims trennt diesen Bereich von den beiden oberen Geschossen. Die verzierten Gauben im Dachgeschoss wurden nachträglich eingesetzt, sie waren ursprünglich kleiner und einfacher gestaltet.
Auffällig ist eine vertikale Dreigliederung. In der Mitte sehen wir eine vertikale Achse von Doppelfenstern mit einem Bow Window im dritten und einer Bogenloggia im vierten Obergeschoss. Außen erstreckt sich auf jeder Seite ein dreistöckiger Erker, eine Konstruktion aus Holz und Eisen. Die Erkerwände sind mit Kupfer verkleidet und bilden mit ihrer grünen Patina einen Farbkontrast zum Backsteinmauerwerk.

## Innengestaltung
Die Eingangshalle mit Treppe und Galerie erinnert an Hamburger Bürgerhäuser. In der Apotheke findet man die einzige erhaltene Ladenausstattung eines Hamburger Kontorhauses. Auf bemalten Wandfliesen und in Buntglasfenstern wird die Betriebsgeschichte dargestellt.

## Galerie

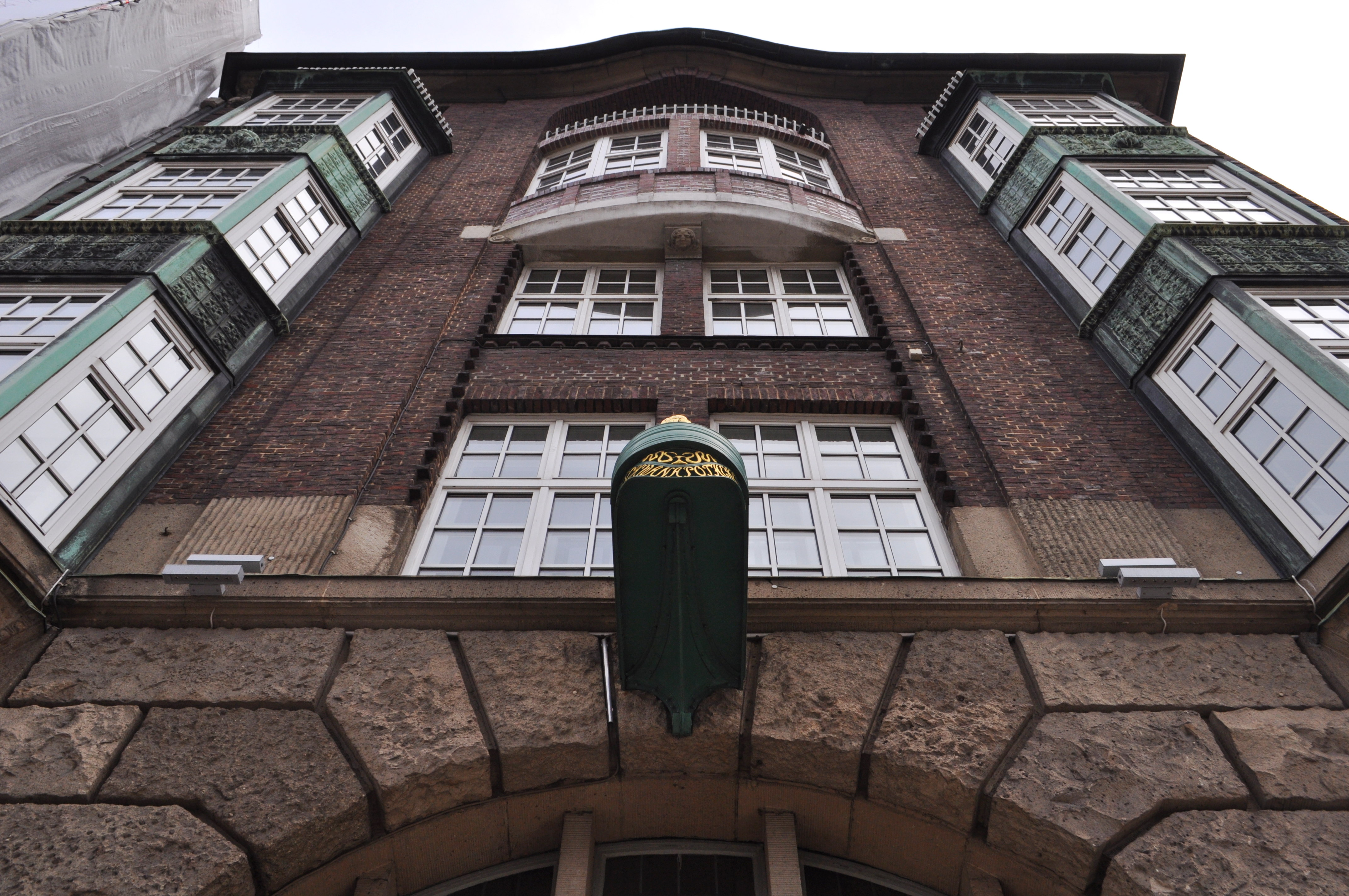
Dreigliederung des Hauses
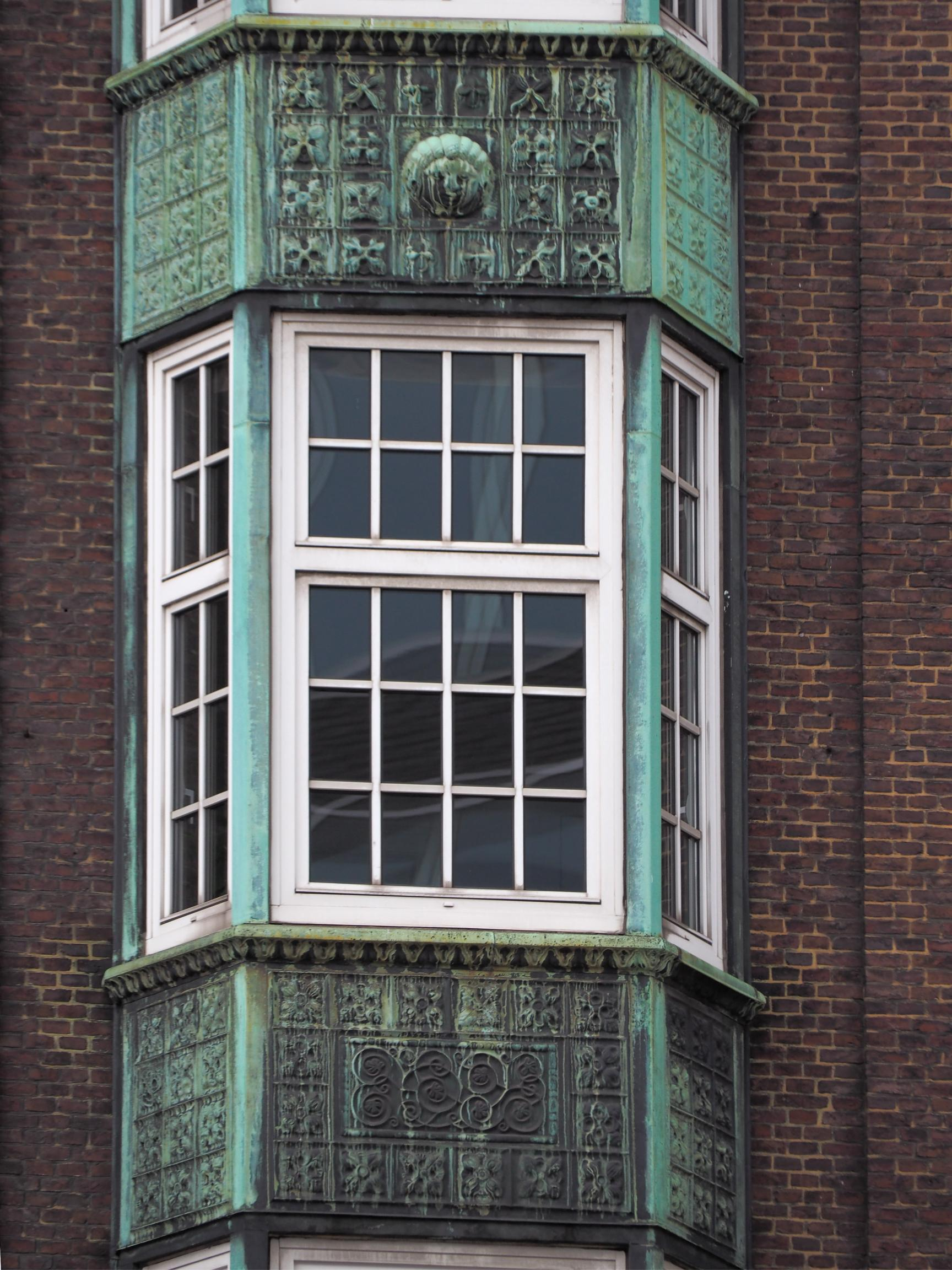
Mit Kupfer verkleideter Erker
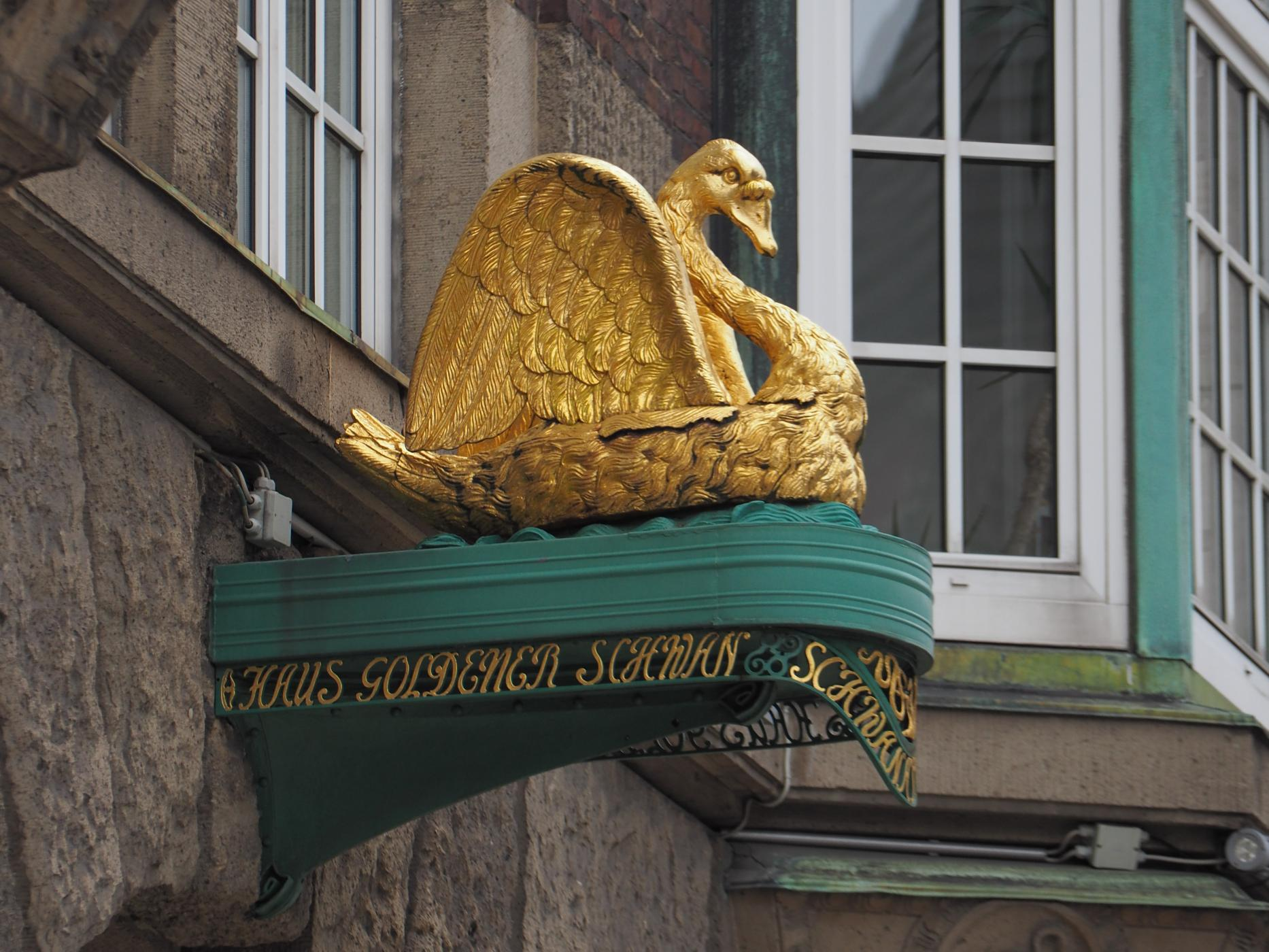
Skulptur „Goldener Schwan“